# Polylaktidová vlákna
Polylaktidová vlákna (mezinárodní zkratka PLA) jsou chemické textilní výrobky z polylaktidových polymerů kyseliny mléčné.

Přeměna laktidu na polylaktid termickou a katalytickou polymerizací

## Z historie
Syntetické PLA vlákno bylo objeveno v roce 1932. V 50. letech 20. století se začala PLA vlákna pokusně používat k výrobě chirurgických nití a implantátů. První komerčně vyrobené vlákno přišlo v roce 1997 z Francie s označením Deposa. V USA byla v roce 2001 instalována kapacita na ročních 140 000 tun polylaktidových polymerů, v roce 2017 dosáhl výnos z prodeje polylaktidových polymerů 950 milionů USD, v roce 2021 se odhadovala celosvětová výroba na 100 000 ročních tun (Ø cena 1,50–4,50 €/kg). Náklady na výrobu kyseliny mléčné se kalkulovaly v USA: z pšenice = 1,50 USD/kg, z manioku = 2,62 USD/kg.

## Technologie výroby vláken
Surovina sestává nejméně z 85 % esterů kyseliny mléčné (z přírodních cukrů a škrobů). Kyselina mléčná vzniká tak, že se extrahuje škrob z rostlin (nejčastěji z obilí a z cukrové třtiny) a fermentuje enzymatickou hydrolýzou na glukózu. Z kyseliny mléčné se vyrábí polylaktid 
- dřívější konvenční metodou, tj. polykondenzací (při silném vakuu a při vysokých teplotách) nebo
- polymerizací (otevřením kruhu cyklického dimeru kyseliny mléčné při mírnějších podmínkách) s výslednou vyšší molekulární váhou polymeru (>600 000 kg/mol).[6] [7] (Na nákresu vpravo je vzorec chemické reakce přeměny laktidu na polylaktid).

### Zvlákňování
Polymer s  poměrem izomerů L/D = 24:1 až 30:1 se zpracovává technologií 
 tavného zvlákňování.  Pelety se rozvolňují v extruderu při 180–210°C, index toku taveniny = 5–15 pro  monofilamenty s vysokou pevností, 15–30 pro ostatní příze – odvádění 3000 m/min a pro  plně dloužené filamenty (FOY) až 5000 m/min. 
Vlákno se dodává ve formě stříže a hladkých i tvarovaných filamentů, laboratorně byla v roce 2005 vyrobena také nanovlákna. Např. japonská firma Toray vyrábí multifilament zvlákňováním z taveniny při rychlostech do 4000 m/min, filament se dlouží v poměru cca 1,6 a hotová příze se napařuje při 125 °C. Tvarovaný PLA filament (76 a 167 dtex) vyrábí např. německá firma Trevira.

## Vlastnosti
Materiál má hustotu 1,27 g/cm³, bod tání 175–178 °C, tažnou pevnost 32–45 cN/dtex, tažnost až 40 % (!), LOI 26 a absorbuje 0,6 % vlhkosti.

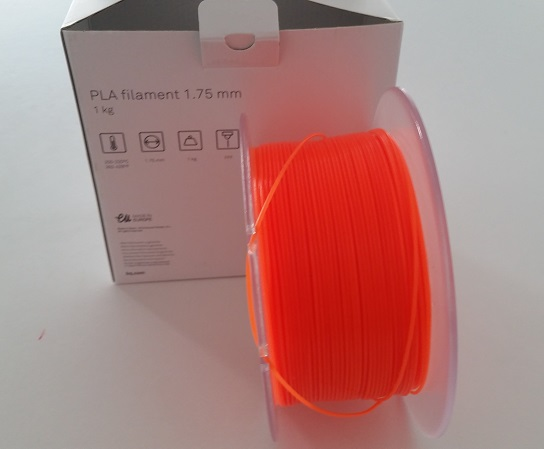
Filament z extrudovaného polylaktidu pro 3D tisk

Laktidové textilie mají lepší odolnost proti slunečnímu záření než běžné polyestery a jejich vynikající vlastností je, že látky, které obsahují, jsou biologicky odbouratelné. Samotné PLA však v běžném prostředí plně biologicky odbouratelné nejsou (např. domácí kompost nebo zemina, případně vystavení slunci nestačí, anebo je velmi pomalé). K degradaci materiálů na biologicky odbouratelné složky se musí užívat industriální komposty (teplota vyšší než 60 °C), hydrolýza pomocí enzymů a další způsoby.
Průmyslově vyráběné druhy:
- staplové příze 10–120 tex
- filamentové příze 7–15 tex,
- monofilamenty (šňůry) s tloušťkou 1,75–3 mm pro 3D tisk,[15]
- plošné textilie ze směsí s bavlnou, viskózou a vlnou na:

sportovní oděvy, košile, nábytkové potahy, závěsy, výplně do polštářů a matrací, zdravotní textilie (chirurgické nitě, implantáty)
- netkané textilie[2]